# Тушиловка
Тушиловка — село в Кизлярском районе Дагестана. Образует сельское поселение село Тушиловка как единственный населённый пункт в его составе.

## Географическое положение
Селение расположено на Тушиловском канале, в 70 км к северу от районного центра города Кизляр. 

## История
Основателями села считаются астраханские промышленники Ляхов и Поляков. Село создавалось как рыбный промысел на берегу Каспийского моря. В настоящее время село постепенно пустеет. Молодежь в поисках работы перебирается в город и другие регионы России. В селе школа 9 классов, 10-11 классы обучаются в соседнем селе Брянск.

## Население
| 1914 | 1926  | 1970 | 1989 | 2002 | 2010 | 2012 |
| ---- | ----- | ---- | ---- | ---- | ---- | ---- |
| 1268 | ↘1197 | ↘617 | ↘590 | ↗670 | ↗716 | ↗724 |
| 2013 | 2014  | 2015 | 2016 | 2017 | 2018 | 2019 |
| ↘711 | ↘708  | ↘687 | ↗689 | ↘680 | ↗687 | ↘685 |
| 2020 | 2021  | 2023 | 2024 | 2025 |      |      |
| ↘684 | ↗714  | →714 | ↗724 | ↘712 |      |      |

Национальный состав
По данным Всесоюзной переписи населения 1926 года:
| № | Национальность | Численность, чел. | Доля   |
| - | -------------- | ----------------- | ------ |
| 1 | русские        | 1181              | 98,7 % |
| 2 | украинцы       | 4                 | 0,3 %  |
| 3 | лакцы          | 4                 | 0,3 %  |
| 4 | армяне         | 4                 | 0,3 %  |
| 5 | евреи          | 3                 | 0,2 %  |
| 6 | лезгины        | 1                 | 0,1 %  |

По результатам Всероссийской переписи населения 2010 года:
| № | Национальность | Численность, чел. | Доля   |
| - | -------------- | ----------------- | ------ |
| 1 | русские        | 325               | 45,4 % |
| 2 | аварцы         | 260               | 36,3 % |
| 3 | даргинцы       | 57                | 8,0 %  |
| 4 | табасараны     | 40                | 5,6 %  |
| 5 | другие         | 34                | 4,7 %  |

## Хозяйство
В советские годы в селе действовал крупный рыбколхоз «Победа Каспия».